# Sialis bilobata
Sialis bilobata là một loài côn trùng trong họ Sialidae thuộc bộ Megaloptera. Loài này được Whiting miêu tả năm 1991.